# Моховское
Моховское — село в Алейском районе Алтайского края, Россия. Административный центр Моховского сельсовета.

## География
Рельеф близ села — холмистая равнина, с оврагами, к предгорьям Алтая приобретающая уклон. Растут преимущественно береза, клен, тополь, акация жёлтая, мелколистный вяз, а также растительность, характерная для солончаков. Из ископаемых присутствуют песок и глина.
Уличная сеть
В селе 14 улиц и пять переулков.
Расстояние до:
- районного центра Алейск 24 км.
- краевого центра Барнаул: 119 км[6].

Ближайшие населенные пункты
Дружба 4 км, Чернышевский 9 км, Горевский 12 км, Берёзовский 13 км, Троицкий 13 км, Серебренниково 15 км, Комариха 15 км.
Климат
Климатические условия соответствуют климату района — резко континентальным. Средняя зимняя температура — 17° С, летняя +20° С. Годовое количество осадков — 440 мм.

## История
В 1821 году было образовано село Моховское, существовавшее первоначально в виде заимки Моховушка. По сведениям Л. М. Дмитриевой она была образована Романом Акуловым, который «получил грамоту царскую в Томске на поселение на берегу болота…».

## Население
| 1926 | 1997  | 1998  | 1999  | 2000  | 2001  | 2002  | 2003  | 2004  |
| ---- | ----- | ----- | ----- | ----- | ----- | ----- | ----- | ----- |
| 1361 | ↘1124 | ↘1116 | ↗1118 | ↘1103 | ↘1025 | ↗1077 | ↗1095 | ↘1056 |
| 2005 | 2006  | 2007  | 2008  | 2009  | 2010  | 2011  | 2012  | 2013  |
| ↘946 | ↗1022 | ↘985  | ↗1024 | ↗1036 | ↘871  | ↗873  | ↘858  | ↘854  |

Согласно результатам переписи 2002 года, в национальной структуре населения русские составляли 90 %.

## Инфраструктура
На территории села расположен снабженческо-сбытовой СПК «Алейский», есть крестьянские хозяйства, СССПК «Алейский» разводит крупный рогатый скот, производит молоко, есть торговые и другие предприятия, оказывающие социальные услуги
Школа работает с 1896 года. Её открыл И. Е. Борков, крестьянин из соседнего села для 25 учеников, его оклад как учителя составлял 5 рублей. Поначалу зданием школы служила изба, которую снимали с оплатой 1 рубль в месяц. В 1966 году Моховская начальная школа была преобразована в Моховскую среднюю, а 2001 году — в Муниципальную среднюю общеобразовательную школу.
В 1968 году в селе открыт детский сад совхоза «Моховской», МБДОУ «Моховский детский сад» работает по сей день. Коллектив учреждения участвует в конкурсах и фестивалях, воспитатели занимают престижные призовые места. В селе работает библиотека, дом культуры и Моховская участковая больница.
В селе находится памятник воинам, погибшим в годы Великой Отечественной войны, расположен в центре села.

## Транспорт
Недалеко от села проходит автомобильная трасса А-322. Ближайшая железнодорожная станция находится в городе Алейске. Моховское имеет дорожное сообщение с соседними селами и административным центром посредством общественного и личного транспорта.

## Уроженцы
- Вита́лий Алексе́евич Ну́йкин (1939—1998) — советский разведчик-нелегал, полковник КГБ СССР.